# هنر برهنه

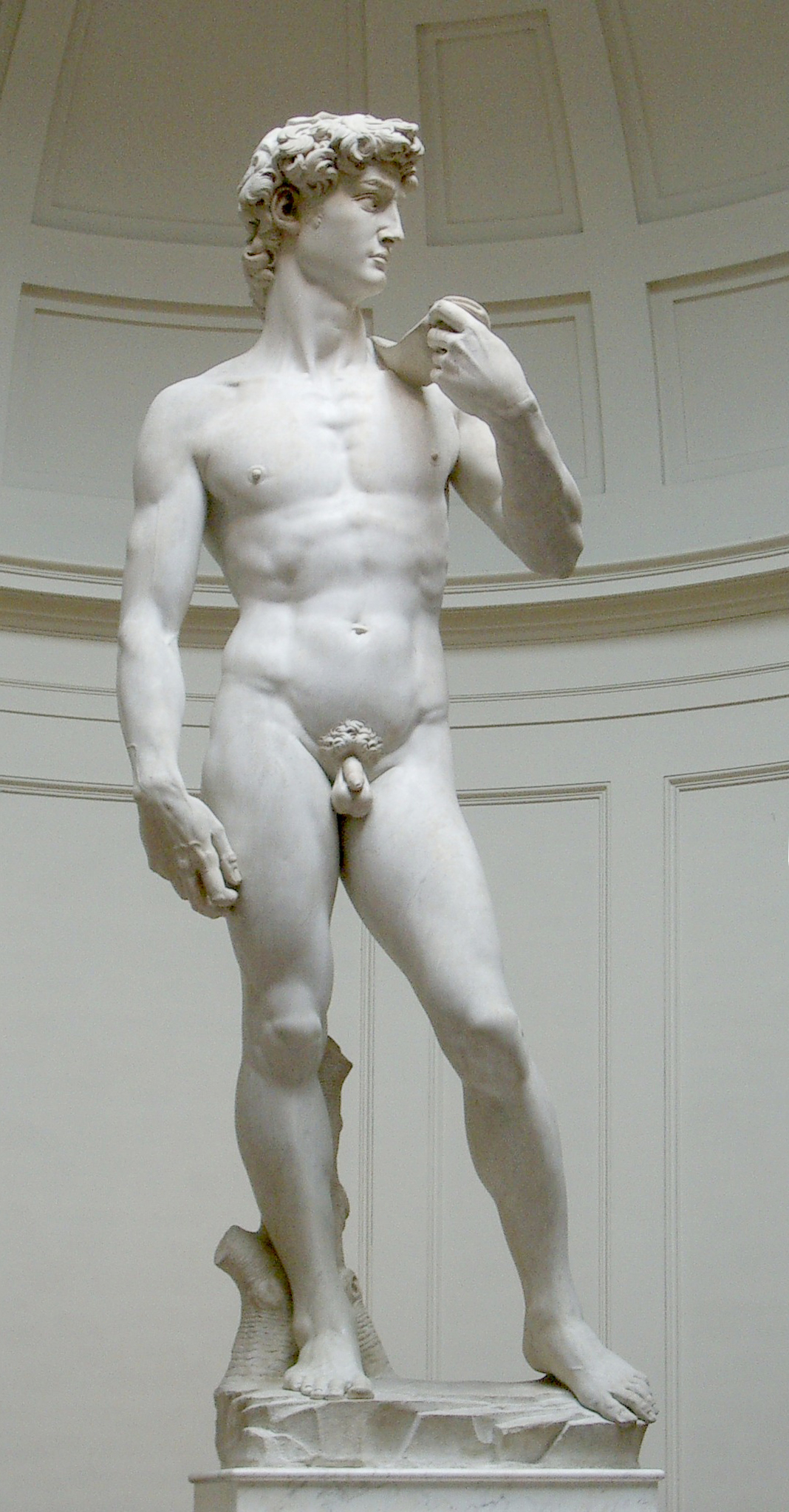
تندیس داوود - میکل‌آنژ

هنر برهنه نوعی اثر هنری معمولاً در سبک رُمانتیسم و هنر فیگوراتیو است که برهنگی انسان موضوع اصلی آن است. این اصطلاح برای نقاشی، تندیس‌گری، عکاسی کاربرد دارد.
نقاشی برهنه یک سنت در هنر غربی است و از آن برای بیان آرمان‌های زیبایی زن و مرد و سایر خصوصیات انسانی استفاده شده‌است. این یک بخش اصلی هنر یونان باستان بود و پس از یک دوره نیمه خفته در قرون وسطا، در جریان رنسانس، این هنر به یک موقعیت مرکزی در هنر غربی بازگشت. ورزشکاران، رقصندگان و جنگ آوران برای بیان انرژی و زندگی انسان به تصویر کشیده می‌شوند. برهنه‌ها در حالت‌های مختلف ممکن است احساسات اساسی یا پیچیده‌ای مانند پاتوس را بیان کنند. به یک معنا، برهنه اثری از هنرهای زیبا است که به عنوان موضوع اصلی بدن انسان بی بند و باری، و شکل‌دادن یک ژانر موضوعی از هنر، به همان شکلی که مناظر و زندگی هنوز هم دارد. چهره‌های بدون لباس اغلب در ساک
هنرها مانند نقاشی تاریخی، از جمله هنر تمثیلی و مذهبی، پرتره یا هنرهای تزئینی نقش دارند.

## مبانی هنر برهنه
هنر برهنه از زمان یونان باستان دارای یک مؤلفهٔ ایدئال بوده‌است؛ به‌طور کلی بیشتر از تقلید طبیعت گرایانه، ایدئال گرایی نشان داده شده‌است. این هنر تلاشی بود برای یافتن در یک شکل انسانی ایدئال کمال گرایانه که از ماده فراتر می‌رود تا روح، پاکی را برانگیزد. به بیانی، اتحاد بین بدن و روح؛ بنابراین، هنرمندان یونانی آن را بیش از تقلید از بدن انسان بهتر کردند. به تعبیر ارسطو، «هنر آنچه را که طبیعت نمی‌تواند تکمیل کند، کامل می‌کند. از طریق هنرمند، اهداف دست نیافته طبیعت را می‌شناسیم.» بنابراین، با هنر برهنه، بیننده از خطاهایی که چنین نیستند، قدردانی می‌کند، اما داوری‌های سلیقه‌ای، بازتاب‌های زیبایی شناختی است که از مفهومی از زیبایی ایدئال ذاتی در هر فرد ناشی می‌شود. به این ترتیب، تعیین معیارهای عمومی غیرممکن است که بر اساس آن هر برهنه برای همه زیبا باشد، و برخی از نویسندگان سعی کرده‌اند - بدون موفقیت - براساس رایج‌ترین نسبت‌ها، «شکل متوسط» ایجاد کنند، که نتیجه‌ای نداشته‌است. از آنجایی که زیبایی چیزی انتزاعی، بی‌اندازه و آرمان‌گرایانه است و بنابراین دستیابی به آن در عمل دشوار است.

## نگارخانه

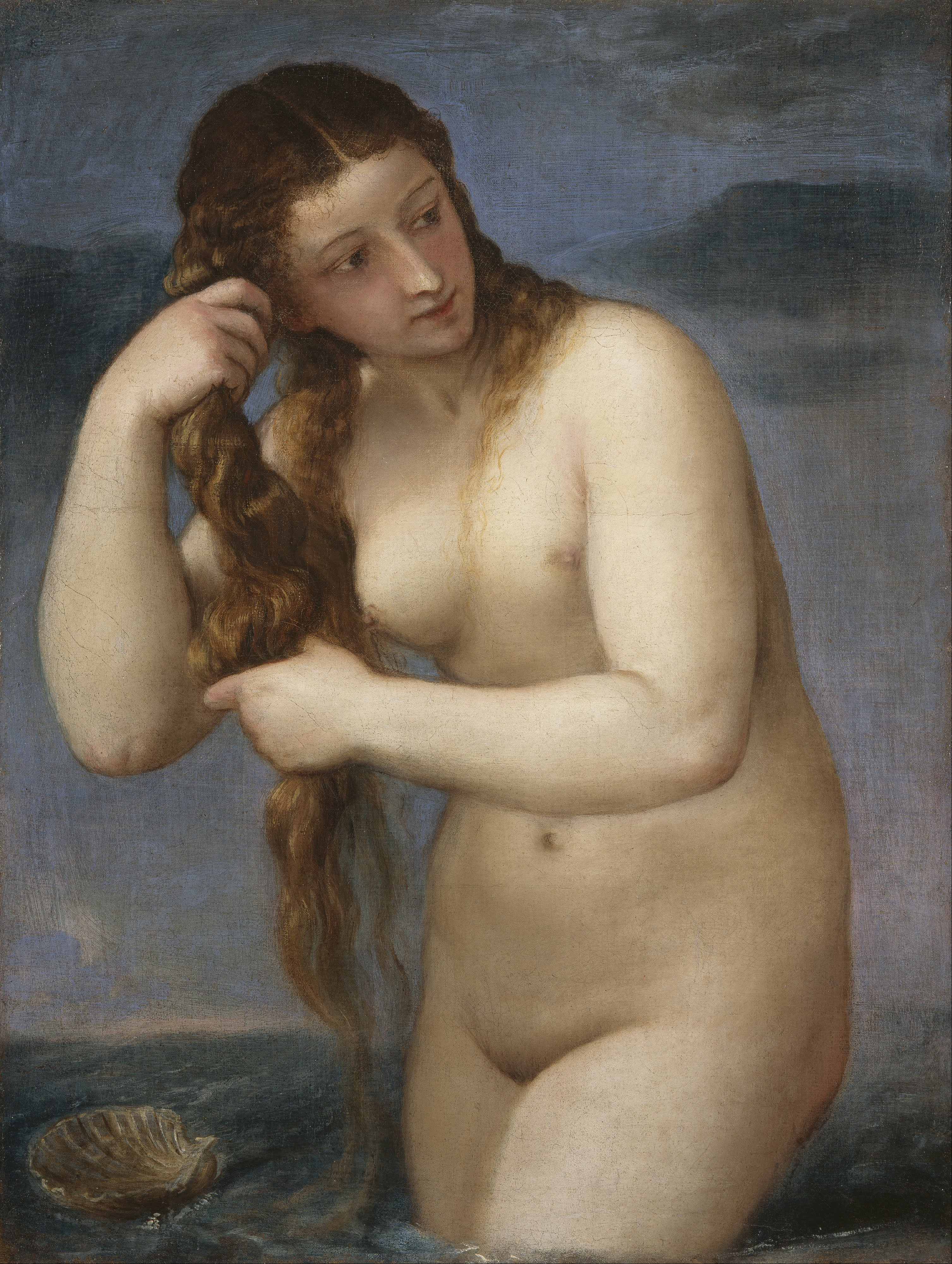
سر برکشیدن ونوس از قعر دریا ۱۵۲۰ م. اثر تیسین نگارخانه ملی اسکاتلند
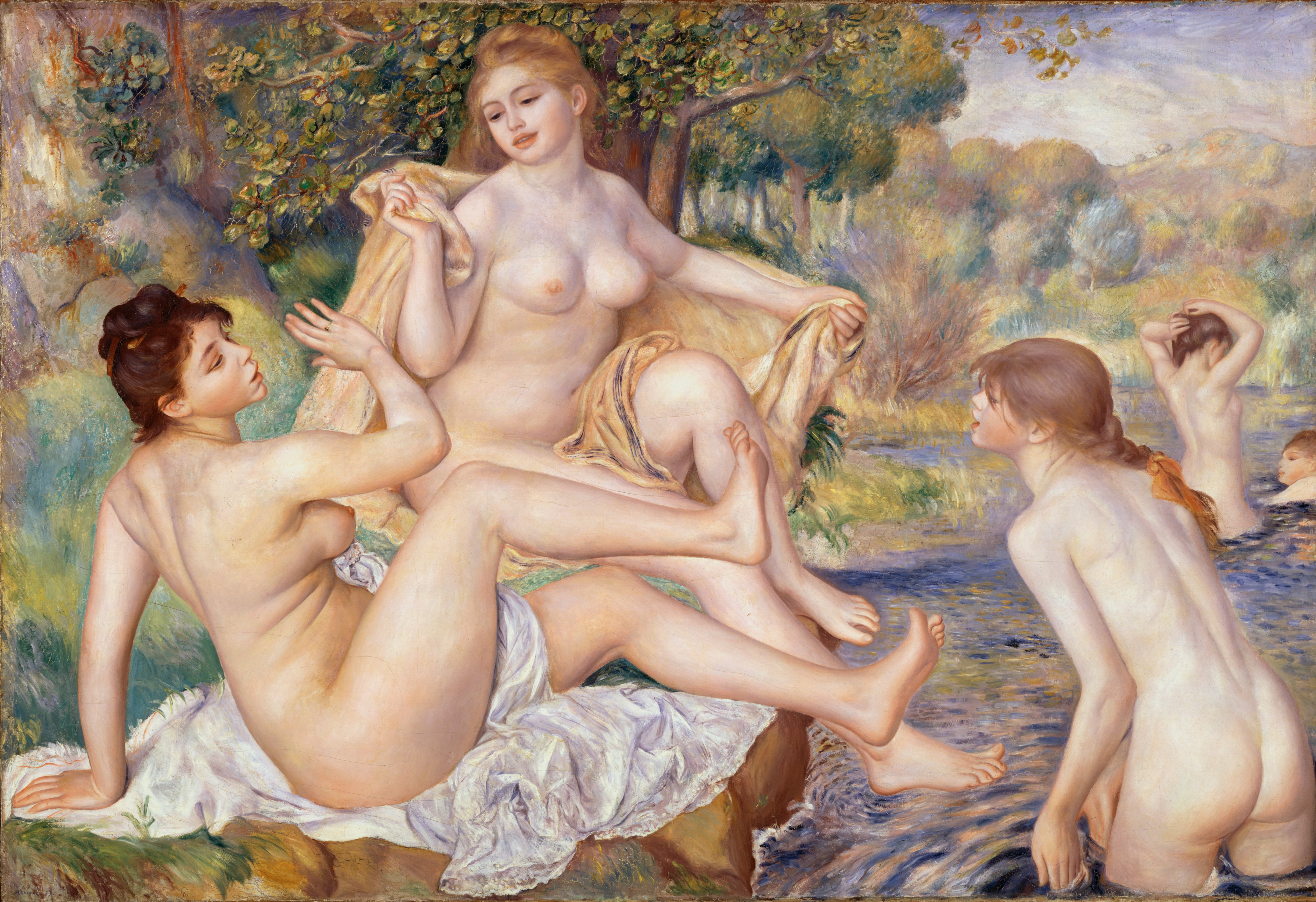
تن‌شویانِ بزرگ، اثر نقاشِ برجستهٔ فرانسوی پیر آگوست رنوآر
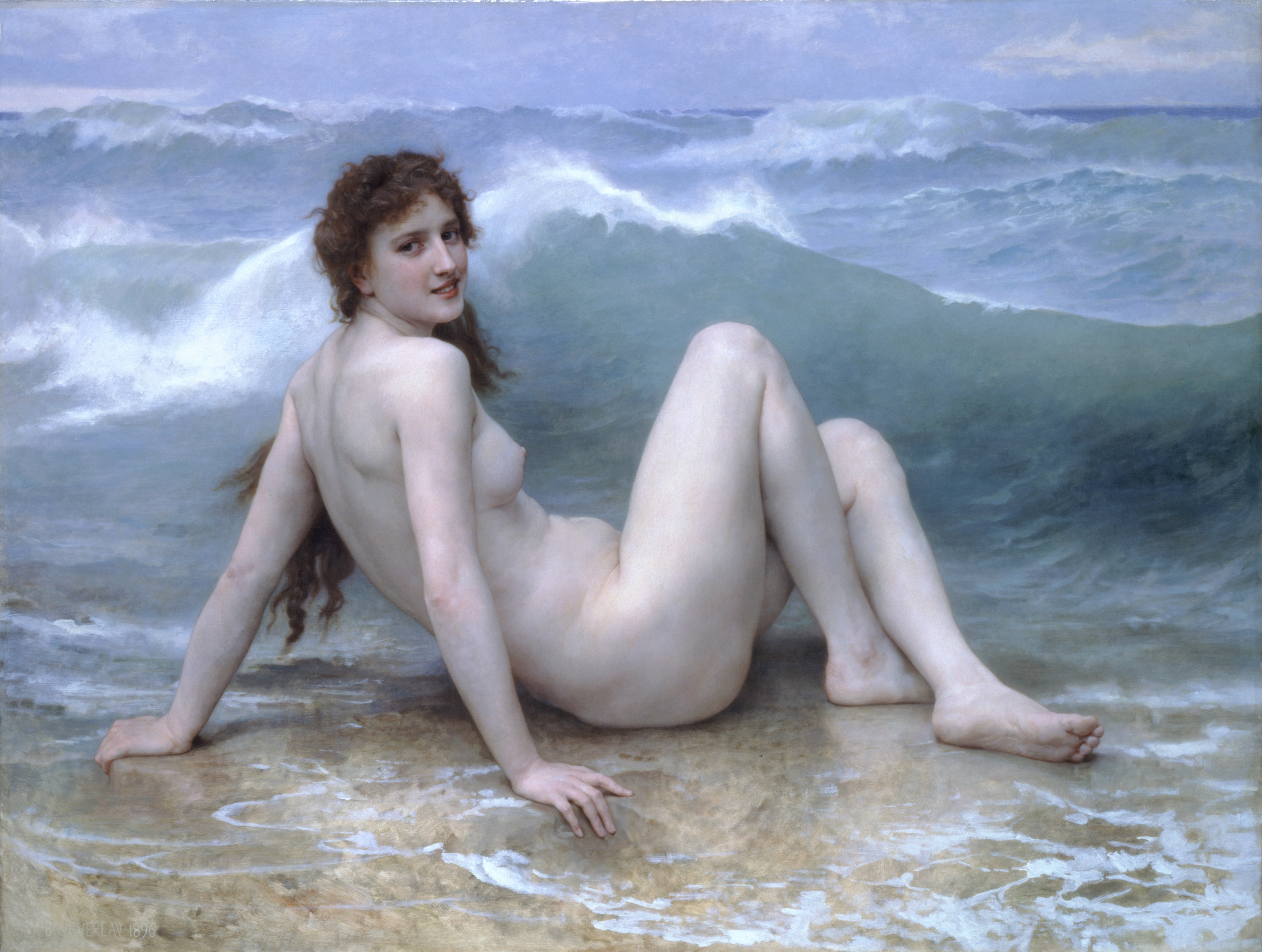
رنگ روغن، اثر ویلیام-آدولف بوگرو در ۱۸۹۶
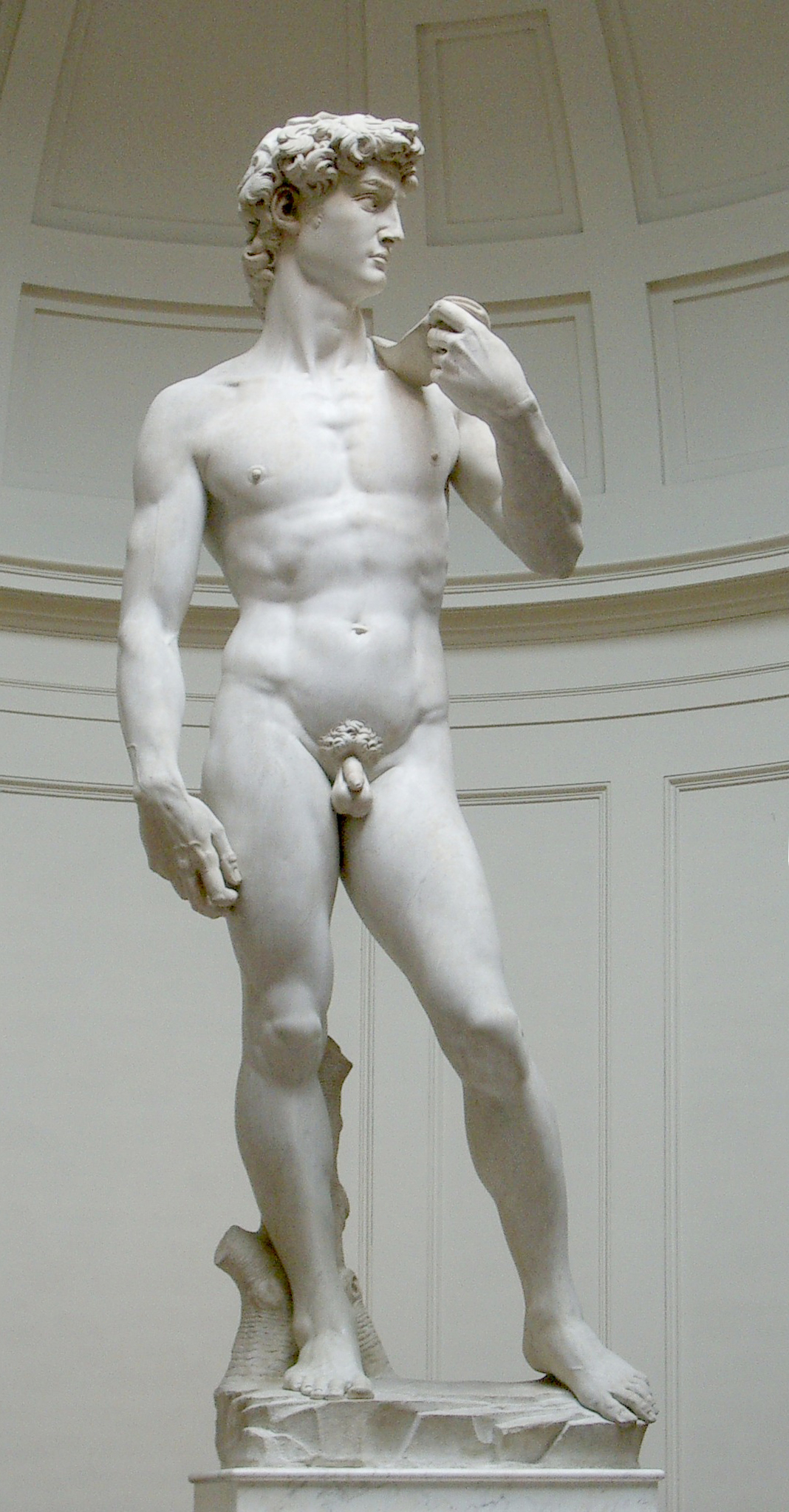
مجسمه داوود اثر میکل آنژ
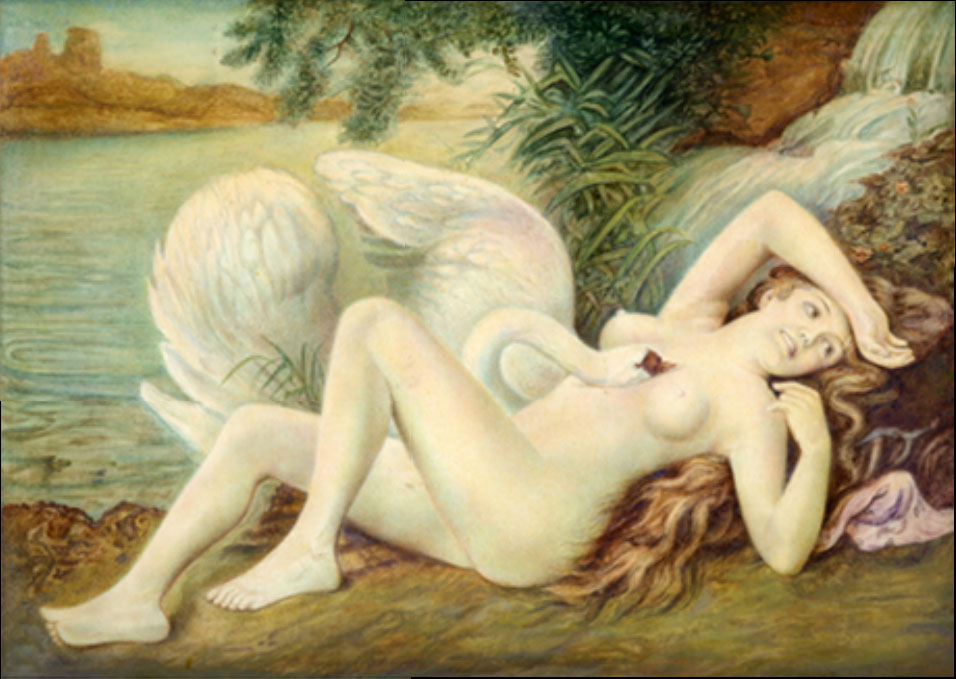
نقاشی آبرنگ، اثر هادی تجویدی
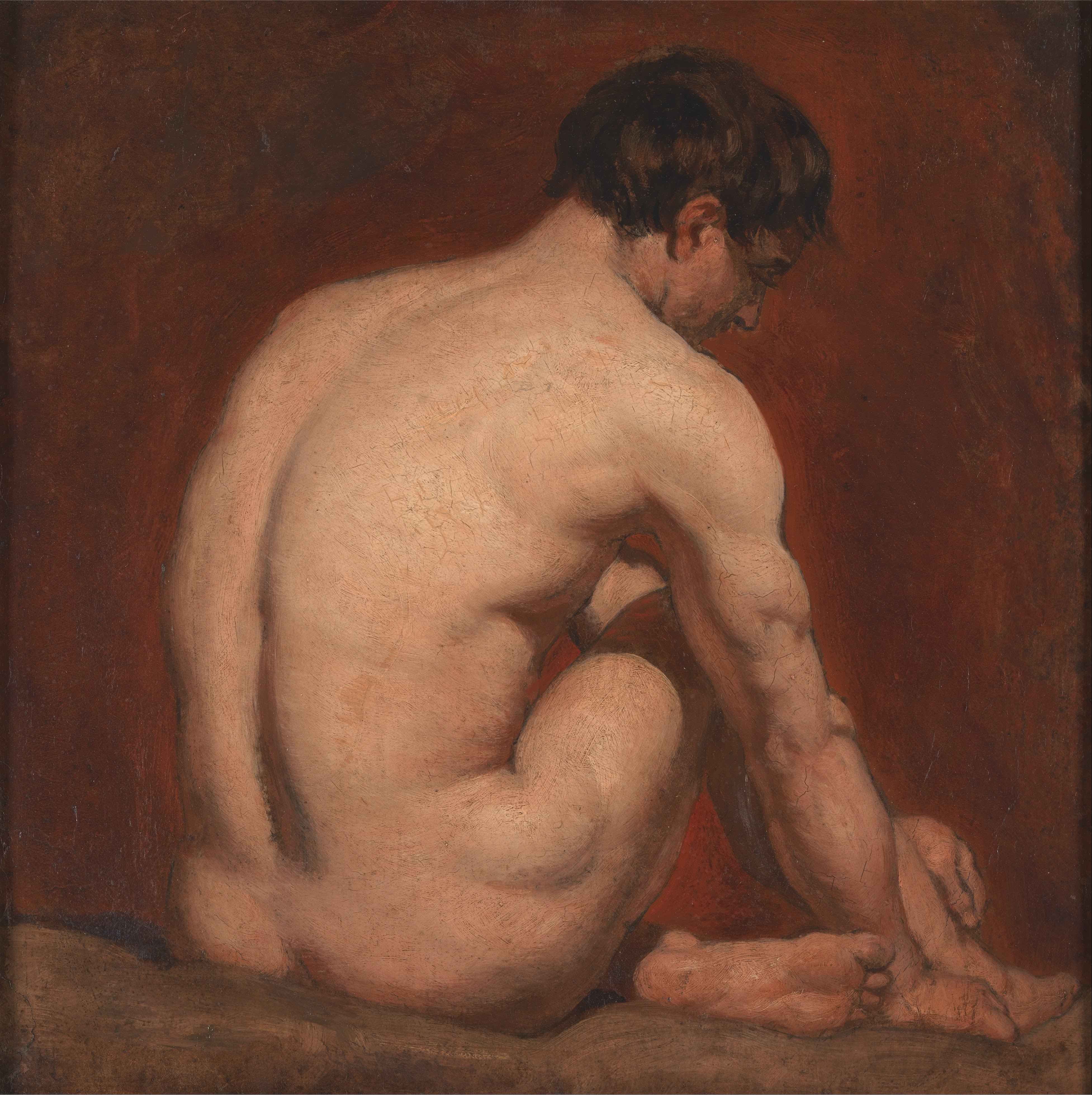
مرد برهنه، زانو زده، از پشت، اثر ویلیام اِتی به حوالی ۱۸۴۰ میلادی
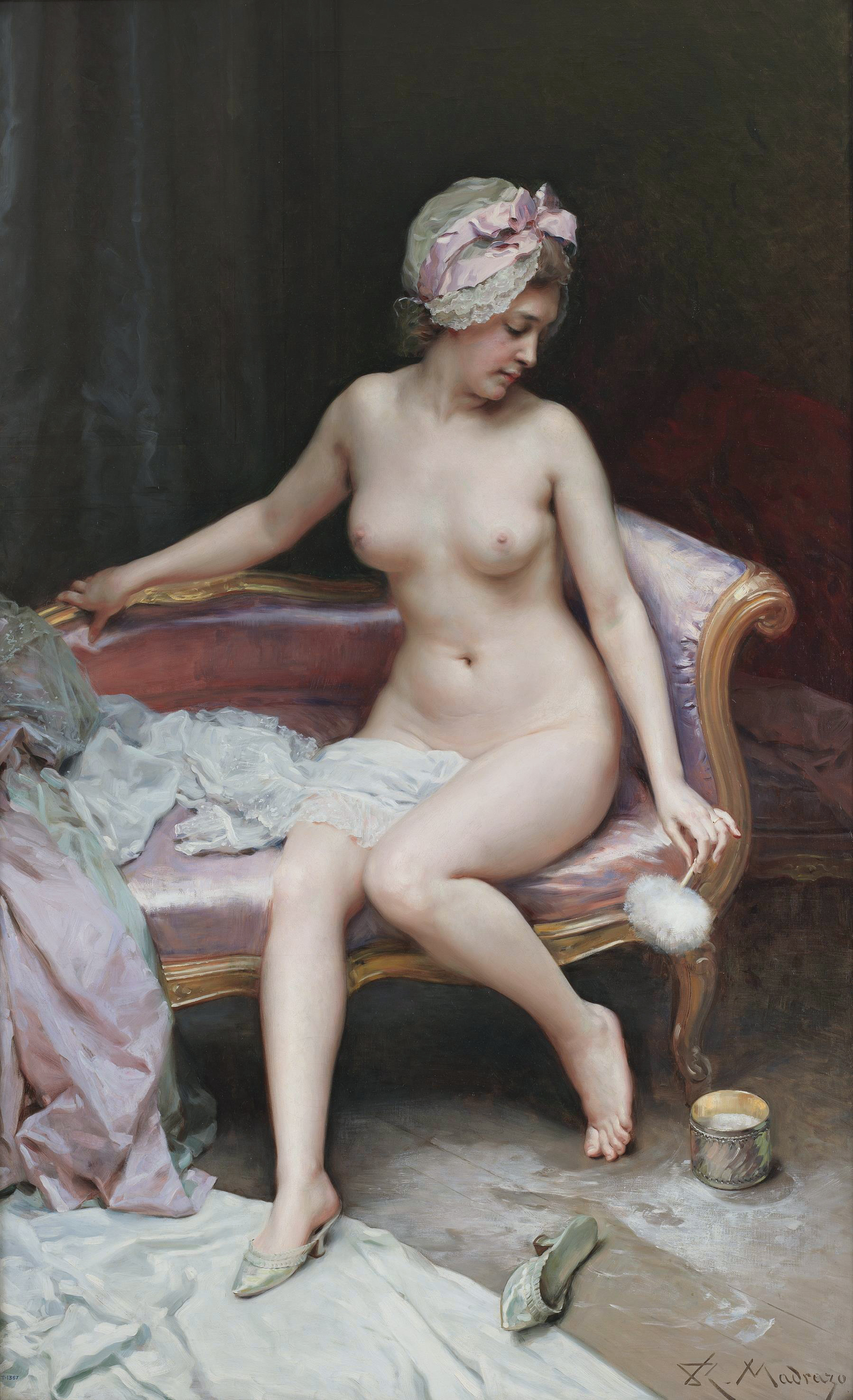
بعدِ حمام
حوالی ۱۸۹۵ م.
اثر ریموندو د مادرازو ی گارتا
موزه دل پرادو